# Каранаиба
Каранаиба (порт. Caranaíba) — муниципалитет в Бразилии. входит в штат Минас-Жерайс. Составная часть мезорегиона Кампу-дас-Вертентис. Входит в экономико-статистический микрорегион Барбасена, который входит в Кампу-дас-Вертентис. Население составляет 3491 человек на 2006 год. Занимает площадь 160,022 км². Плотность населения — 21,8 чел./км².
Праздник города — 1 марта.

## История
Город основан 31 декабря 1962 года.

## Статистика
- Валовой внутренний продукт на 2003 год составляет 9 426 424,00 реалов (данные: Бразильский институт географии и статистики).
- Валовой внутренний продукт на душу населения на 2003 год составляет 2704,86 реалов (данные: Бразильский институт географии и статистики).
- Индекс развития человеческого потенциала на 2000 год составляет 0,706 (данные: Программа развития ООН).